# Children of the Sea
Children of the Sea (traducida como Hijos del Mar) es una canción publicada y compuesta por la banda de heavy metal, Black Sabbath. Se publicó en el año 1980 como la segunda canción del álbum Heaven and Hell.

## Historia
Esta canción es muy importante porque marcó la entrada de Dio (Miembro original de la banda, Rainbow) y la salida de Ozzy Osbourne.
Ozzy todavía estaba en la banda. Tony había invitado a Dio a la casa donde su banda estaba componiendo. Luego Tony dice: "Escucha lo que estamos componiendo". Dio pidió un minuto y comenzó a escribirle los primeros versos a la introducción que compuso Iommi. Dio termina cantando los versos y al día siguiente, la banda echó a Ozzy para ser remplazado por Dio.

## Composición
La mayor parte de la canción fue compuesta por Iommi, mientras que la letra fue hecha por Dio.
La canción tiene guitarras con una afinación más grave, como la mayoría de las canciones de la banda. Tiene una introducción acústica en la que Dio canta los primeros versos que había compuesto con la banda.

## Integrantes
- Tony Iommi: Guitarras principal y rítmicas (Eléctrica y Acústica)
- Geezer Butler: Bajo (Eléctrico)
- Bill Ward: Batería y Percusiones
- Ronnie James Dio: Voz principal
- Geoff Nicholls: Teclados

- Datos: Q5098568